# Aleksiej Rumiancew
Aleksiej Matwiejewicz Rumiancew (ros. Алексе́й Матве́евич Румя́нцев, ur. 3 lutego?/16 lutego 1905 we wsi Mincewo w guberni kostromskiej, zm. 1 grudnia 1993 w Moskwie) – radziecki ekonomista, dziennikarz i polityk.

## Życiorys
W latach 1925–1927 pracował w Ludowym Komisariacie Rolnictwa Ukraińskiej SRR, w 1926 ukończył Charkowski Instytut Gospodarki Narodowej (Харьковский институт народного хозяйства), 1927–1928 służył w Armii Czerwonej, 1928-1929 ponownie pracował w Ludowym Komisariacie Rolnictwa Ukraińskiej SRR. 1929–1930 pracownik Ludowego Komisariatu Sprawiedliwości Ukraińskiej SRR, 1930–1943 pracownik naukowy i wykładowca, doktor nauk ekonomicznych, następnie profesor, od 1940 członek WKP(b). Od 1943 funkcjonariusz partyjny w obwodzie charkowskim, 1946–1949 sekretarz Komitetu Obwodowego KP(b)U w Charkowie, 1949-1950 kierownik katedry Charkowskiego Instytutu Politechnicznego. Od 1950 do lipca 1952 dyrektor Instytutu Ekonomiki Akademii Nauk Ukraińskiej SRR i kierownik Wydziału Nauk Społecznych Akademii Nauk Ukraińskiej SRR, od lipca 1952 do 25 marca 1953 kierownik Wydziału Nauk Ekonomicznych i Historycznych i Wyższych Instytucji Edukacyjnych KC WKP(b)/KPZR, od 14 października 1952 do 24 lutego 1976 członek KC KPZR. Jednocześnie od 18 października 1952 do 21 marca 1953 członek Stałej Komisji ds. Zagadnień Ideologicznych przy KC KPZR, od 18 listopada 1952 do 21 marca 1953 przewodniczący tej komisji, od 25 marca 1953 do 1955 kierownik Wydziału Nauki i Kultury KC KPZR, 1955-1958 redaktor naczelny pisma "Kommunist", a 1958-1964 redaktor naczelny pisma Problemy Pokoju i Socjalizmu w Pradze. Od 10 czerwca 1960 członek korespondent Akademii Nauk ZSRR ds. Wydziału Nauk Ekonomicznych, Filozoficznych i Prawniczych, 1964-1965 redaktor naczelny "Prawdy", od września 1965 do lipca 1966 p.o. akademika-sekretarza Wydziału Ekonomii Akademii Nauk ZSRR, od lipca 1966 do maja 1967 akademik-sekretarz tego wydziału. Od 1 lipca 1966 akademik Akademii Nauk ZSRR ds. Wydziału Ekonomii, od 1967 członek korespondent Akademii Nauk NRD, od 17 maja 1967 do 28 maja 1971 wiceprezydent Akademii Nauk ZSRR, od 1968 dyrektor Instytutu Konkretnych Problemów Socjalnych Akademii Nauk ZSRR, od 1971 członek Prezydium Akademii Nauk ZSRR. 1954–1962 deputowany do Rady Najwyższej ZSRR. Odznaczony dwoma Orderami Lenina, Orderem Rewolucji Październikowej i dwoma innymi orderami.